# Korrugation
Als Korrugation wird die Rauheit einer Oberfläche auf molekularer oder gar atomarer Ebene bezeichnet. Sie spielt eine große Rolle bei Grenzflächenprozessen, zum Beispiel in der Nanotechnologie bei der Aufbringung von ultradünnen Schichten und bei Analyseverfahren wie der Rastertunnelmikroskopie. Sie ist im technischen Sinne eine Gestaltabweichung höherer Ordnung.   
Wird von Korrugation gesprochen, so ist in der Regel nicht eine abstrakte, willkürliche, völlig zufällige Rauheit gemeint, sondern die Stärke der Ausprägung spezifischer, wiederkehrender Strukturmerkmale, die aus dem Gefüge der Materialbausteine – Kristalle (Elementarzelle), Moleküle, oder Atome – der Oberfläche oder Grenzfläche resultieren.
Die Korrugation hat großen Einfluss auf viele an Grenzflächen beobachtete physikalische und chemische Prozesse und Effekte, zum Beispiel die Spinkopplung.